# Sapessi dire no
Sapessi dire no è il dodicesimo album in studio di Biagio Antonacci, pubblicato il 17 aprile 2012 su etichetta Iris/Sony Music.

## Il disco
L'album è anticipato dal singolo Ti dedico tutto,  in rotazione radiofonica e disponibile per il download digitale dal 9 marzo 2012. Nelle sonorità si avvertono richiami alla tradizione della musica latina della pizzica e al rock internazionale. Il secondo singolo estratto invece è Non vivo più senza te che in pochi giorni dalla sua uscita in radio è diventato uno fra i brani più gettonati dalle radio. Inoltre ha raggiunto la posizione 21 della classifica dei singoli più scaricati. I musicisti che hanno contribuito alla realizzazione dell'album sono: Simone D'Eusanio (viola e violino), Massimo Tagliata (flauto traverso e fisarmonica), Davide Tagliapietra (chitarra elettrica, chitarra acustica, basso), Gareth Brown (batteria), Michele Canova Iorfida (tastiera e synth), Biagio Antonacci (voce e pianoforte), Piero Odorici (sax) e Chiara Vergati (cori).
La pre-produzione è stata creata da Davide Tagliapietra e dallo stesso Antonacci, che ha curato anche gli arrangiamenti e la produzione artistica con Michele Canova Iorfida. La copertina del disco è disegnata da Milo Manara. I singoli pubblicati successivamente sono Insieme finire, L'evento (brano contenente nel testo anche il titolo dell'album) e Dimenticarti è poco.
Nella Classifica FIMI Album, Sapessi dire no ha debuttato direttamente alla posizione numero 1, mantenendo stabilmente la vetta per 5 settimane consecutive, per poi ritornare nel podio al secondo posto dopo ben 12 settimane di permanenza in top ten. Dopo 13 settimane dall'uscita, l'album ritorna sul podio della classifica FIMI degli album più venduti.
A dicembre 2012 l'album è stato certificato doppio disco di platino per le oltre 120 000 copie vendute; inoltre, è stato l'album italiano che ha primeggiato per numero di settimane di permanenza al primo posto in classifica nell'anno 2012.
L'album è dedicato a Lucio Dalla, maestro di musica e poesia.

## Tracce
1. Insieme finire – 3:59
2. Ti dedico tutto – 3:21
3. L'evento – 4:11
4. Con infinito onore – 3:01
5. Qui – 4:09
6. Senza un nome – 3:30
7. Dimenticarti è poco – 3:09
8. Sola mai – 3:31
9. Sono stato innamorato – 3:51
10. Dormi nel cuore – 3:49
11. Non vivo più senza te – 3:33
12. Naturale – 3:12
13. Liberandoti di me – 3:56
14. Ciao tristezza – 3:21

## Formazione
- Biagio Antonacci – voce e pianoforte
- Christian "Noochie" Rigano – pianoforte, sintetizzatore, organo Hammond e Fender Rhodes
- Massimo Tagliata – fisarmonica e flauto
- Michele Canova Iorfida – tastiera, programmazione
- Davide Tagliapietra – chitarra elettrica, a 12 corde ed acustica, basso, batteria
- Gareth Brown – batteria
- Simone D'Eusanio – viola, violino, violino elettrico
- Piero Odorici – sax
- Chiara Vergati – cori

## Classifiche

### Classifiche settimanali
| Classifica (2012) | Posizione massima |
| ----------------- | ----------------- |
| Italia            | 1                 |
| Svizzera          | 55                |

### Classifiche di fine anno
| Classifica (2012) | Posizione |
| ----------------- | --------- |
| Italia            | 4         |
| Classifica (2013) | Posizione |
| Italia            | 77        |